# AGM-88 HARM
De AGM-88 HARM (High-speed Anti-Radiation Missile) is een supersonische Amerikaanse lucht-grondantiradarraket ontworpen in 1980 en met als doel met radar uitgeruste defensiesystemen te vernietigen. De AGM-88 kan een doel detecteren, aanvallen en vernietigen.
Geleiding wordt gegeven via signalen uitgezonden door een zich op de grond bevindende vijandelijke radarinstallatie. De raket heeft de mogelijkheid om één bepaald doel uit een groep van zenders te halen. Het geleidingssysteem heeft een antenne en een zoeker in de neus van de raket. Een rookloze dual-thrustraket stuwt het wapen voort.
De Amerikanen verloren tijdens de Vietnamoorlog veel vliegtuigen en helikopters aan de Russische SA-2 grond-lucht raket. Dit leidde tot de ontwikkeling van de AGM-45 Shrike. De AGM-88 raket is een verdere ontwikkeling daarvan. De Shrike kon alleen doelen raken zolang die radarsignalen uitzenden. Radarbemanningen konden door hun radar wisselend uit- en aan te zetten voorkomen dat hij doelwit werd voor een Shrike. Deze was niet slim genoeg om de positie van de vijandelijke radar te onthouden. De AGM-88 is daartoe wel in staat en is dan ook meer effectief tegen radarstations dan de AGM-45.